# Creola (Alabama)
Creola is een plaats (town) in de Amerikaanse staat Alabama, en valt bestuurlijk gezien onder Mobile County.

## Demografie
Bij de volkstelling in 2000 werd het aantal inwoners vastgesteld op 2002.
In 2006 is het aantal inwoners door het United States Census Bureau geschat op 2073, een stijging van 71 (3,5%).

## Geografie
Volgens het United States Census Bureau beslaat de plaats een oppervlakte van
40,1 km², waarvan 37,8 km² land en 2,3 km² water. Creola ligt op ongeveer 59 m boven zeeniveau.

## Plaatsen in de nabije omgeving
De onderstaande figuur toont de plaatsen in een straal van 24 km rond Creola.